# Unguja Kusini
Unguja Kusini (engl. Zanzibar Central/South, deutsch Sansibar-Zentral/Süd) ist eine Verwaltungsregion Tansanias. Sie grenzt im Norden an die Region Unguja Kaskazini, im Nordwesten an die Region Unguja Mjini Magharibi, ansonst ist sie vom Indischen Ozean umgeben.

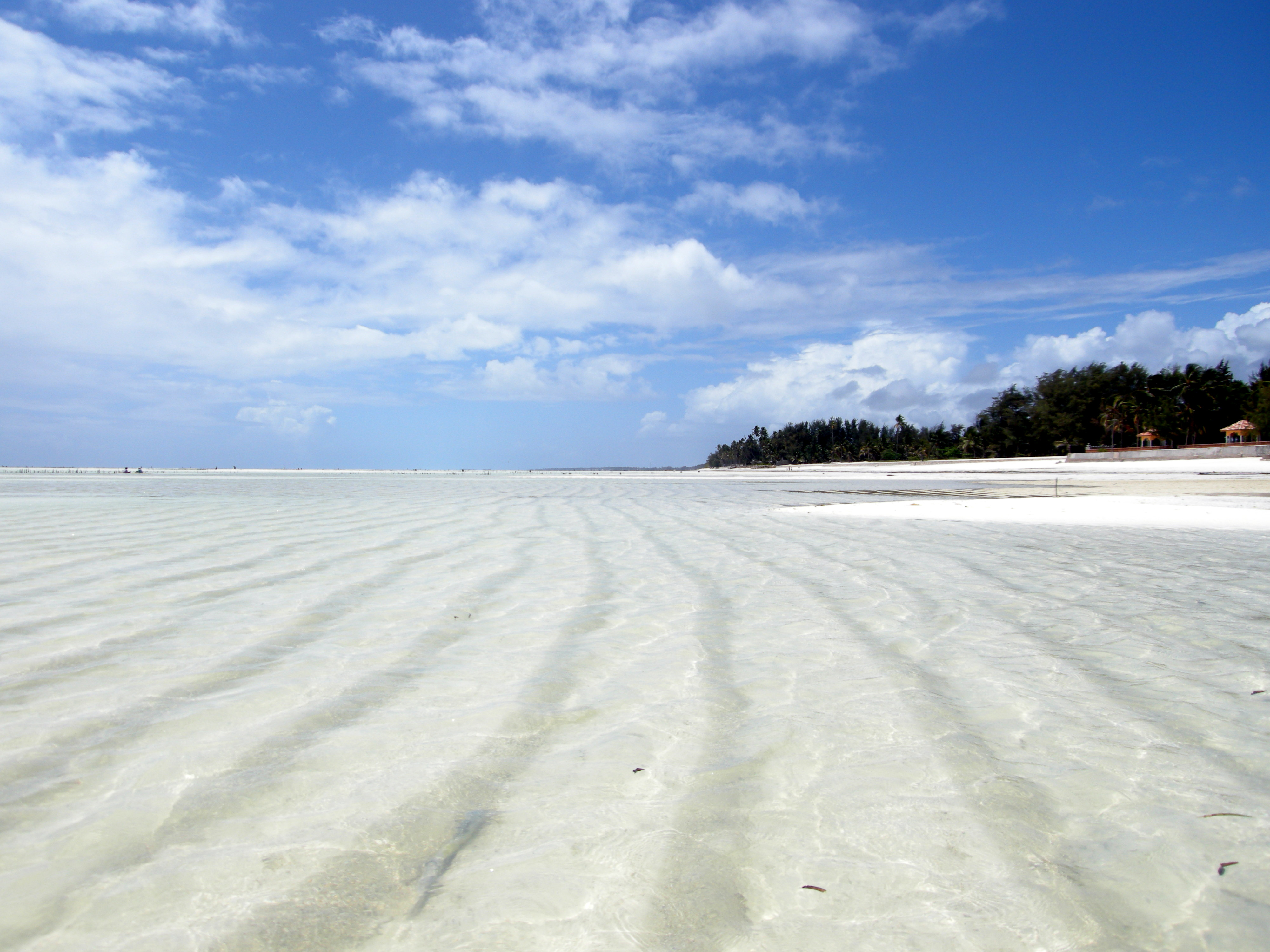
Strand bei Paje

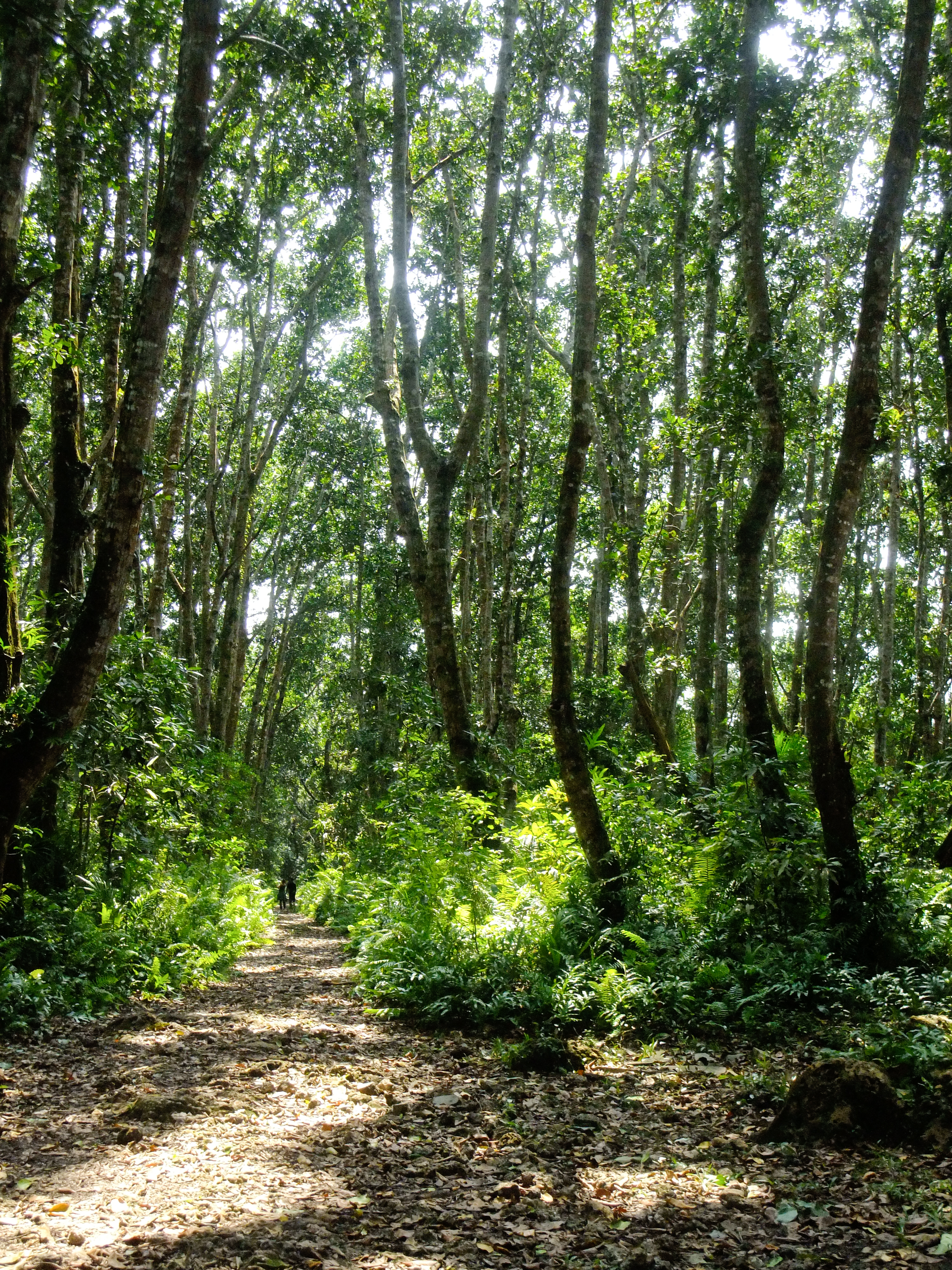
Jozani-Chwaka Nationalpark

## Geographie
Die Region umfasst den südöstlichen Teil von Sansibars Hauptinsel Unguja und die 56 km weiter südlich gelegene Insel Latham Island. Sie hat eine Größe von 854 Quadratkilometer und 115.588 Einwohner (Volkszählung 2012). Ihre Hauptstadt ist Koani. In Unguja Kusini gibt es zwei Klimazonen. Größtenteils herrscht tropisches Savannenklima, Aw nach der effektiven Klimaklassifikation, aber es gibt auch tropisches Monsunklima (Am), wie in Koani. Hier gibt es das ganze Jahr über Niederschläge mit einer großen Regenzeit von März bis Mai und einer kleinen Regenzeit in November und Dezember. Im Jahresmittel regnet es 1624 Millimeter, die Durchschnittstemperatur liegt bei 27 Grad Celsius:
|                        | Jan  | Feb  | Mär  | Apr  | Mai  | Jun | Jul  | Aug  | Sep  | Okt  | Nov  | Dez  |   |      |
| Mittl. Temperatur (°C) | 28,4 | 28,8 | 28,8 | 27,6 | 26,6 | 26  | 25,3 | 25,3 | 25,6 | 26,3 | 27,3 | 27,9 | ⌀ | 27   |
| Mittl. Tagesmax. (°C)  | 33,1 | 34,8 | 34   | 31,6 | 30,4 | 30  | 29,2 | 29,8 | 30,7 | 31,6 | 32,4 | 32,7 | ⌀ | 31,7 |
| Mittl. Tagesmin. (°C)  | 23,7 | 23,8 | 23,6 | 23,7 | 22,9 | 22  | 21,4 | 20,8 | 20,5 | 21,1 | 22,2 | 23,2 | ⌀ | 22,4 |
|                        |      |      |      |      |      |     |      |      |      |      |      |      |   |      |
| Niederschlag (mm)      | 71   | 68   | 181  | 382  | 294  | 79  | 58   | 49   | 52   | 87   | 162  | 141  | Σ | 1624 |

| 23,7 |

| 23,8 |

| 23,6 |

| 23,7 |

| 22,9 |

| 22 |

| 21,4 |

| 20,8 |

| 20,5 |

| 21,1 |

| 22,2 |

| 23,2 |

| 23,7 |

| 23,8 |

| 23,6 |

| 23,7 |

| 22,9 |

| 22 |

| 21,4 |

| 20,8 |

| 20,5 |

| 21,1 |

| 22,2 |

| 23,2 |

## Geschichte
Im Jahr 1900 waren die Inseln Sansibar und Pemba ein Britisches Protektorat. 1963 wurde Sansibar unabhängig, ein Jahr später wurde aus den zwei Staaten Tanganjika und Sansibar die Republik Tansania gegründet. Im Jahr 1967 wurde die Region als Sansibar Shambani South geschaffen, später auf Sansibar South umbenannt und 2012 wurde der Swahili Name Kusini Unguja festgelegt. „Kusini“ ist ein Swahili-Wort und bedeutet „Süden“.

## Verwaltungsgliederung
Die Region wird in die zwei Distrikte Kati und Kusini unterteilt:
| Distrikt | Einwohner | Einwohner | Einwohner | Einwohner | Einwohner |
| Distrikt | 1967      | 1978      | 1988      | 2002      | 2012      |
| -------- | --------- | --------- | --------- | --------- | --------- |
| Kati     | 21.753    | 29.797    | 45.252    | 62.391    | 76.346    |
| Kusini   | 17.251    | 21.952    | 25.061    | 31.853    | 39.242    |

## Bevölkerung
Die Region wird hauptsächlich von der Ethnie der Hadimu bewohnt. Wie in vielen afrikanischen Regionen ist die Bevölkerung jung, etwas mehr als ein Drittel der Bevölkerung ist jünger als 15 Jahre. Die Alphabetisierungsrate lag bei 86 Prozent, sie war bei Männern (88 %) höher als bei Frauen (83 %), in der Altersgruppe der Zehn- bis 44-jährigen lag sie über 90 Prozent (Stand 2012).
| - Bildung: 23 Prozent der über Fünfjährigen sprachen Swahili, 62 Prozent Englisch und Swahili. Der Anteil der Analphabeten lag bei 15 Prozent (Stand 2012). - Gesundheit: In Unguja Kusini gab es ein Krankenhaus und 37 Apotheken (Stand 2006). Die Region hatte 2016 mit 0,0 % die niedrigste HIV-Prävalenz von Tansania. Etwa zwölf Prozent der Haushalte sind Mitglied bei einer Sozialversicherung (Stand 2012). - Wasser: Im Jahr 2012 hatten siebzig Prozent der Bevölkerung sauberes Trinkwasser, zum Großteil aus Wasserleitungen. 19 Prozent von einer Wasserleitung im Haus, 13 Prozent im Hof, 31 Prozent benutzten eine öffentliche Wasserleitung. - Beleuchtung: Von den 25.734 Haushalten benutzten ein Viertel Strom als Lichtquelle, zwei Drittel leuchteten mit Kerosinlampen. | Hier fehlt eine Grafik, die leider im Moment aus technischen Gründen nicht angezeigt werden kann. Wir arbeiten daran! |

| In der Region verdoppelte sich die Anzahl der Betriebe von 1256 im Jahr 2004 auf 2500 im Jahr 2016. Im gleichen Zeitraum nahm die Anzahl der Beschäftigten von 5873 auf 26.536 zu. Die Zuordnung der Betriebe und Beschäftigten zu den Wirtschaftszweigen zeigt, dass im Handel 2 Beschäftigte je Betrieb waren, in der Dienstleistung jedoch 26. Das Durchschnittseinkommen in der Region war doppelt so hoch wie der tansanische Durchschnitt (Stand 2017). | Hier fehlt eine Grafik, die leider im Moment aus technischen Gründen nicht angezeigt werden kann. Wir arbeiten daran! |

| \| Distrikt \| Papaya [t] \| Ananas [t] \| Tomaten [t] \| Wassermelonen [t] \| \| -------- \| ---------- \| ---------- \| ----------- \| ----------------- \| \| Kati \| 536,4 \| 539,4 \| 884,4 \| 632,4 \| \| Kusini \| 231,6 \| 6,0 \| 314,7 \| 572,4 \| Über neunzig Prozent der Haushalte auf dem Land hält Nutztiere. Dies erzeugt nicht nur ein wichtiges Einkommen für die Familien, sondern erhöht auch den sozialen Status. Überwiegend wird Geflügel gehalten, ein Drittel der Nutztierhalter besitzt im Durchschnitt auch vier Rinder (Stand 2012). Im Jahr 2018 wurden in der Region 5534 Tonnen Fisch gefangen. Als Alternative werden auch Aquakulturen mit Rotalgen angelegt. | Hier fehlt eine Grafik, die leider im Moment aus technischen Gründen nicht angezeigt werden kann. Wir arbeiten daran! |            |             |                   |

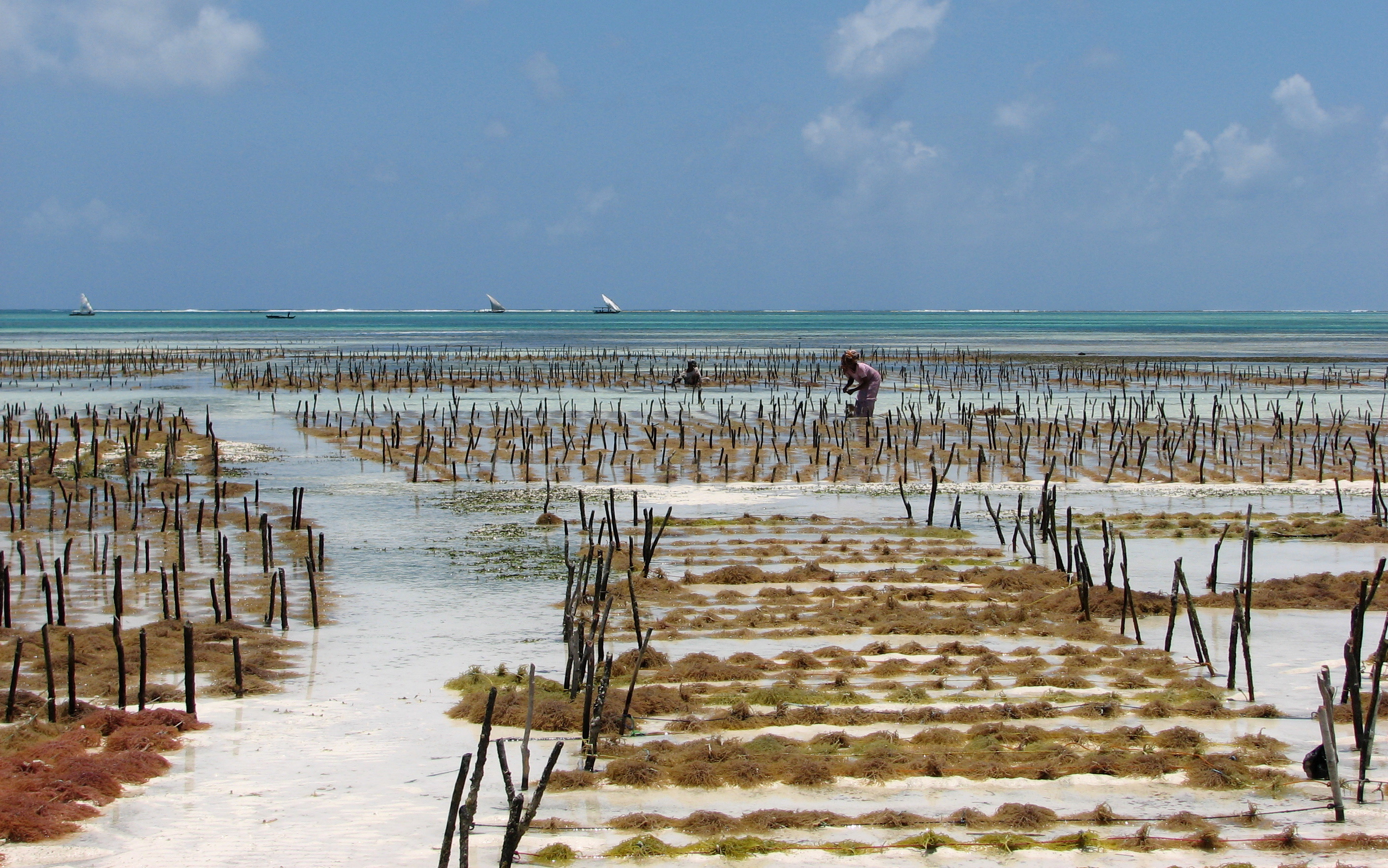
Rotalgenkultur in Jambiani

| Distrikt | Papaya [t] | Ananas [t] | Tomaten [t] | Wassermelonen [t] |
| Kati | 536,4 | 539,4      | 884,4       | 632,4             |
| Kusini | 231,6 | 6,0        | 314,7       | 572,4             |

| Im Jahr 2016 waren von den 1282 Handelsbetrieben der Region 97 Prozent Einzelhändler mit weniger als fünf Mitarbeitern. Sie werden zum Großteil als Familienbetriebe geführt. Zu den 792 Dienstleistungsunternehmen zählen Unterkunft und Verpflegung (208), Erziehung (147), Verwaltung (89), Finanz- und Versicherungsaktivitäten (80 Betriebe) (Stand 2016). | Hier fehlt eine Grafik, die leider im Moment aus technischen Gründen nicht angezeigt werden kann. Wir arbeiten daran! |

### Tourismus

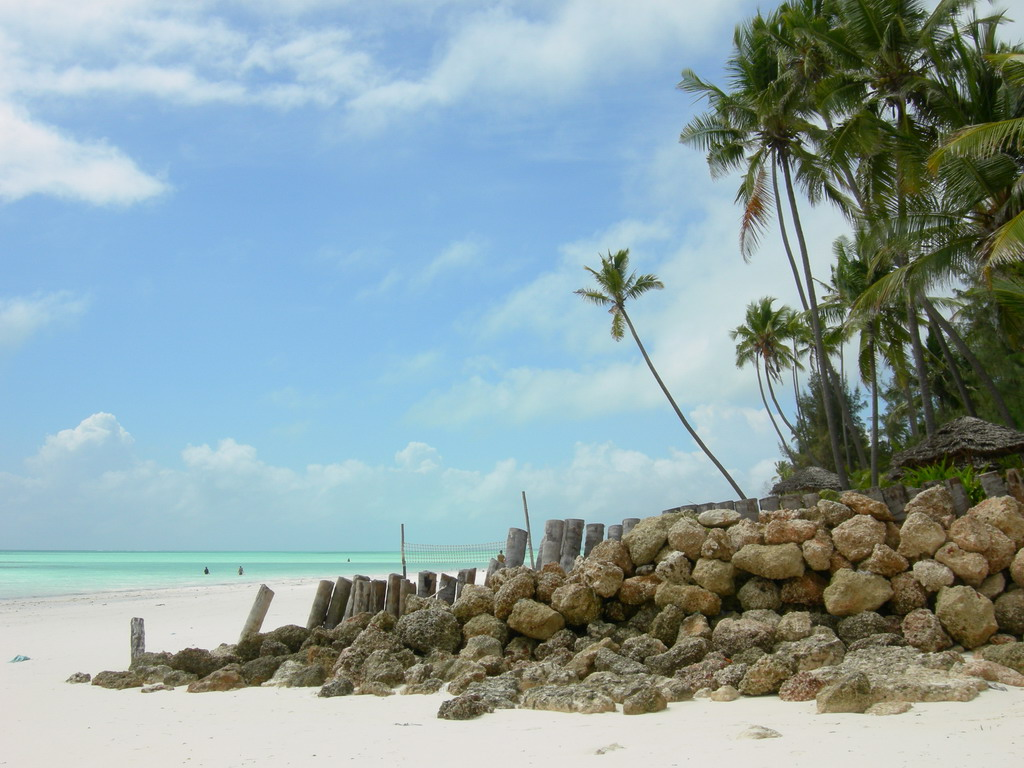
Strand bei Makunduchi

Für den Fremdenverkehr interessant sind die Strände am Indischen Ozean und der Jozani-Chwaka Nationalpark.

### Kommunikation
80 Prozent der Einwohner der Region besaßen ein Mobiltelefon, 49 Prozent hatten Internet (Stand 2016).

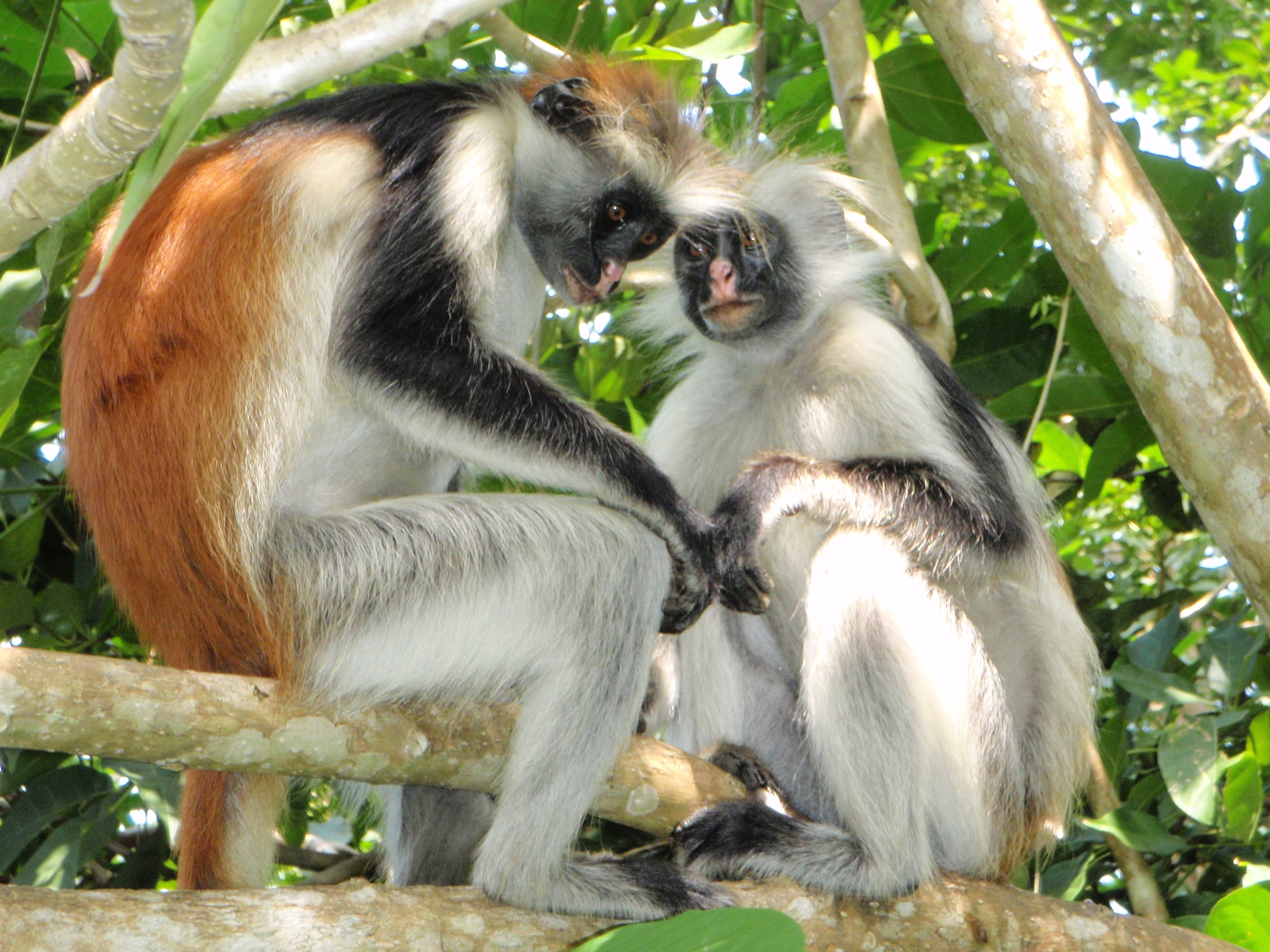
Sansibar-Stummelaffe im Jozani-Chwaka Nationalpark

## Naturschutzgebiete, Sehenswürdigkeiten
- Jozani-Chwaka Nationalpark: Dieser im Jahr 2004 eingerichtete Nationalpark ist 50 Quadratkilometer groß. Der Jozani-Wald, der in der Mitte des Parks liegt, beherbergt den endemisch vorkommenden Sansibar-Stummelaffen, die Elefantenspitzmaus und 83 Vogelarten.[31][29][32]